# The English Historical Review
The English Historical Review (EHR) ist eine der ältesten englischsprachigen Zeitschriften zur Geschichtswissenschaft.
Der EHR wurde erstmals 1886 von der Oxford University Press publiziert und beschäftigt sich nicht ausschließlich mit britischer Geschichte, sondern mit allen Aspekten der Geschichte Europas und der Welt seit der klassischen Ära. Die EHR beinhaltet auch die Geschichte Amerikas, allerdings mit Augenmerk auf die Außenpolitik und die Rolle der USA als Weltmacht.
Die EHR ist gegliedert in Hauptartikel, Dokumentationen sowie Debatten über mittelalterliche und moderne Themen der Geschichtswissenschaft. Das Hauptaugenmerk für den Leser liegt allerdings in den umfangreichen Beurteilungen von Büchern, die weltweit publiziert werden, und einer Zusammenfassung von internationaler Literatur.
Die EHR erscheint sechsmal jährlich, für gewöhnlich im Februar, April, Juni, Oktober und Dezember. Sie besitzt 288 Seiten in jeder Ausgabe.